# Woodmancote (Cotswold)
Woodmancote – przysiółek w Anglii, w Gloucestershire. W latach 1870–1872 osada liczyła 256 mieszkańców.